# Еврейская энциклопедия Брокгауза и Ефрона
Евре́йская энциклопе́дия Брокга́уза и Ефро́на (ЕЭБЕ) — первая изданная в Российской империи энциклопедия, посвящённая, по определению самой энциклопедии, «еврейству и его культуре в прошлом и настоящем». Первая русская еврейская энциклопедия, первая энциклопедия по иудаике на русском языке.
Энциклопедия была выпущена издательством Брокгауза и Ефрона в 16 томах в 1908—1913 годах. В её основу была положена, изданная в Нью-Йорке в 1901—1906 годах, Jewish Encyclopedia. Активную помощь в финансировании и редактировании энциклопедии оказали барон Давид Гинцбург и доктор Лев Каценельсон.
В советское время Еврейская энциклопедия не переиздавалась. В 1991 году издательством «Терра» было осуществлено репринтное издание энциклопедии.
Еврейская энциклопедия Брокгауза-Ефрона стала единственным сводным отраслевым энциклопедическим изданием по иудаике на русском языке, основным источником знаний о еврействе на русском языке на период в 67 лет, вплоть до выхода русскоязычной Краткой еврейской энциклопедии, изданной в Иерусалиме в 1976—2005 годы.

## Создатели
В совместном проекте участвовали Авраам Гаркави, Юлий Гессен, Илья Чериковер, Семён Дубнов, Пётр Марек, Сергей Цинберг, Самуил Лозинский и Павел Гинзбург.

## История
Пусть «Еврейская энциклопедия», проникнутая единым желанием — способствовать развитию самосознания евреев в России, послужит памятником коллективного труда, посвященного духовным потребностям еврейского народа.
В 1906—1908 годах идея создания еврейской энциклопедии на русском языке не имела активной поддержки. Об этом свидетельствует статья «Энциклопедия» в последнего тома ЕЭБЕ, где рассказывается, что создание данной энциклопедии началось при неблагоприятных внешних условиях. Передовые круги еврейской интеллигенции, увлеченные происходившим в России общественным движением, посвящая свое внимание главным образом вопросу о равноправии еврейского народа, проявляли индифферентное отношение к культурным задачам энциклопедии". Предшествовавшие попытки издать такую энциклопедию оказались неудачными. Однако с течением времени общественный интерес к этому изданию стал расти. Если еврейская печать в целом воспринимала издание неблагожелательно, то общерусской прессой выход новых книг констатировался с удовлетворением. «Не учитывая тех тяжелых условий, в которых пришлось работать редакции, не находившей необходимого числа подготовленных сотрудников, еврейская печать порою даже грубо высмеивала саму идею о еврейской энциклопедии, в частности на русском языке, подчеркивала отдельные дефекты, не останавливаясь на общей цели издания». Затем авторы статьи констатировали постепенное изменение восприятие энциклопедии, которая была лишена партийной окраски.
Создатели первоначально планировали «издать „Еврейскую энциклопедию“ на русском языке, использовав в известной степени материал из Jewish Encyclopedia, с тем чтобы по возможности полнее была представлена жизнь евреев Польши и России». Энциклопедия даёт списки литературы.
Энциклопедия испытывала проблемы в условиях массовой эмиграции евреев из России, в ситуации возрождения иврита и одновременного существования идиша как основного языка российских евреев. Однако позднее подавляющее большинство российских евреев перешли в сферу русского языка.
Авторы статьи «Энциклопедия» в «Краткой еврейской энциклопедии» писали, что их предшественникам, создателям ЕЭБЕ, удалось удержаться между двух позиций сионистов (поддерживавших выезд евреев в Землю Израиля) и автономистов (стремившихся развивать еврейскую культурную автономию на территории России и Царства Польского.
Создатели ЕЭБЕ вынуждены были ориентироваться на русскую духовную цензуру, из-за чего статьи о христианстве оказались несвободны от многочисленных неизбежных оговорок.

## Значение
Энциклопедия подвела историческую черту под попытками российского еврейства самостоятельного осмысления своей истории на русском языке как языке крупнейшей в то время еврейской общины в мире. Еврейская энциклопедия Брокгауза-Ефрона стала важнейшим источником знаний о еврействе, повлиявшим на русско-еврейскую литературу и творчество советских евреев, которые были лишены прямого доступа к знаниям о еврействе на еврейских языках.